# Barbara Hartmann
Pour les articles homonymes, voir Hartmann.
Barbara Hartmann, née en 1961 à Bâle, est une joueuse professionnelle de squash représentant la Suisse. Elle remporte les championnats de Suisse à sept reprises entre 1983 et 1989.

## Biographie
Elle participe à deux championnats du monde en 1985 et en 1990. Après sa retraite sportive, elle exerce depuis 1990 comme physiothérapeute.

## Palmarès

### Titres
- Championnats de Suisse : 7 titres  (1983-1989)

### Finales
- Open de Malaisie : 1984